# Georg Zimmermann
Georg Zimmermann (Augsburgo, 11 de octubre de 1997) es un ciclista profesional alemán que compite con el equipo Intermarché-Wanty.

## Palmarés
2018
- 1 etapa del Giro del Friuli Venezia Giulia

2019
- Trofeo Banca Popular de Vicenza
- Coppa della Pace

2021
- 3.º en el Campeonato de Alemania en Ruta
- 1 etapa del Tour de l'Ain

2023
- 1 etapa del Critérium del Dauphiné

2025
- Giro de los Abruzzos
- Campeonato de Alemania en Ruta

## Resultados en Grandes Vueltas y Campeonatos del Mundo
| Carrera         | Carrera         | 2016 | 2017 | 2018 | 2019 | 2020 | 2021 | 2022 | 2023 | 2024 | 2025 |
| --------------- | --------------- | ---- | ---- | ---- | ---- | ---- | ---- | ---- | ---- | ---- | ---- |
|                 | Giro de Italia  | —    | —    | —    | —    | —    | —    | —    | —    | —    | —    |
|                 | Tour de Francia | —    | —    | —    | —    | —    | 80.º | 43.º | 47.º | 77.º | Ab.  |
|                 | Vuelta a España | —    | —    | —    | —    | 21.º | —    | —    | —    | —    | —    |
| Mundial en Ruta | Mundial en Ruta | —    | —    | —    | —    | 55.º | 68.º | Ab.  | —    | 15.º | —    |

—: no participa
Ab.: abandono

## Equipos
- Team Felbermayr-Simplon Wels (2016-2017)
- Tirol (2018-2019)
  - Tirol Cycling Team (2018)
  - Tirol KTM Cycling Team (2019)
- CCC Team[1] (stagiaire) (2019)
- CCC Team[1] (2020)
- Intermarché-Wanty[2] (2021-)
  - Intermarché-Wanty-Gobert Matériaux (2021-2022)
  - Intermarché-Circus-Wanty (2023)
  - Intermarché-Wanty (2024-)